# Melissodes foxi
Melissodes foxi är en biart som beskrevs av Crawford 1915. Melissodes foxi ingår i släktet Melissodes och familjen långtungebin. Inga underarter finns listade i Catalogue of Life.